# Paul Parey

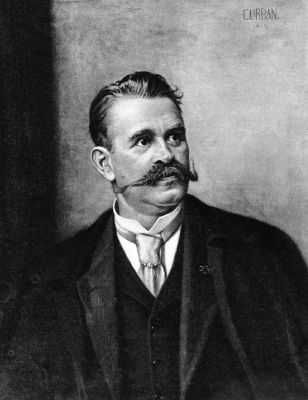
Paul Parey

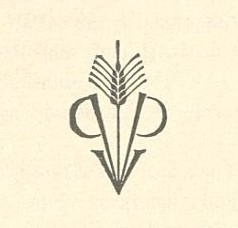
Signet 1933

Theodor Wilhelm Paul Parey (* 23. März 1842 in Berlin; † 31. März 1900 in Berlin) war ein deutscher Verleger, Buchhändler und Vorsitzender des Börsenvereins der Deutschen Buchhändler. Besonders bekannt wurde er als Verleger von naturwissenschaftlichen, landwirtschaftlichen und jagdlichen Zeitschriften und Büchern, die in seinem Paul Parey Verlag in Berlin erschienen.

## Leben und Werk

### Ausbildung und Jahre beim Militär
Paul Parey stammt aus einer Berliner Kaufmannsfamilie. Er besuchte das Gymnasium in seiner Heimatstadt und begann 1859 eine Ausbildung als Buchhändler in der Amelangschen Buchhandlung. Sein Lehrmeister war der Buchhändler und Verleger Rudolph Gaertner, bei dem Parey neben dem Handwerk des Buchhandels auch die Grundlagen des Verlagswesens vermittelt bekam. Im Anschluss an die Ausbildung besuchte er verschiedene Vorlesungen an der Universität in Berlin und ging dann an die Buchhandlung Georg & Co. nach Genf.
1865 kehrte Parey nach Berlin zurück, um seinen Wehrdienst zu absolvieren. Dabei wurde er 1866 als Einjähriger mit dem Kaiser Franz Garde-Grenadier-Regiment Nr. 2 an die Front im Deutschen Krieg beordert und zog als Unteroffizier in den Krieg. Nach seiner ersten Militärzeit 1866 arbeitete Paul Parey kurz im Verlag des „Bazar“ und trat dann 1867 als Geschäftsführer in die Firma Wiegandt & Hempel ein, einen Verlag für theologische und landwirtschaftliche Schriften.

### Entwicklung der FirmaWiegandt & Hempelzum Paul Parey Verlag
Die Firma Wiegandt & Hempel war 1862 durch Ankauf des Verlages von Gustav Bosselmann begründet worden. Karl Wiegandt und Gustav Hempel hatten 1848 diese Firma unter dem Namen Wiegandts ins Leben gerufen und sie nach Eintritt von Leo Grieben 1850 unter der Firma Wiegandt & Grieben fortgeführt. 1853 erfolgte die Trennung von Grieben, worauf Wiegandt einen Teil des später an Bosselmann abgetretenen Verlages selbstständig fortführte. Karl Wiegandt starb am 5. Oktober 1867 und Gustav Hempel war nicht in der Lage, neben seinem eigenen Verlag auch diese Firma weiter zu führen. Er stellte 1867 Paul Parey ein. Ab 1869 war Parey Mitinhaber des Verlages, der in Wiegandt, Hempel & Parey umbenannt wurde.
Parey wurde allerdings 1870 erneut zum Militär einberufen, um als Reserveoffizier im Deutsch-Französischen Krieg zu kämpfen. Er wurde in der Schlacht bei Gravelotte verwundet und kämpfte später auch vor Paris. Nach dem Friedensschluss kehrte er, dekoriert mit dem Eisernen Kreuz, nach Berlin zurück und arbeitete weiter im Verlag Wiegandt, Hempel & Parey.
Am 13. Januar 1877 starb Gustav Hempel und Paul Parey wurde alleiniger Inhaber des Verlages, den er 1881 in Paul Parey Verlag umbenannte. Das Verlagsprogramm war weiterhin auf die Veröffentlichung von landwirtschaftlichen Büchern fokussiert und der Verlag entwickelte sich zu einem der bedeutendsten Verlage dieser Sparte in Deutschland.

### Programmentwicklung des Paul Parey Verlages
Während Wiegandt & Hempel zu den unbekannteren Verlagen Deutschlands gehörten und auch im Bereich der landwirtschaftlichen Literatur eher bescheiden vertreten waren, änderte sich dies mit dem Einstieg Pareys in das Unternehmen. Er erweiterte das Programm auf verwandte Themengebiete, vor allem die Forstwirtschaft, die Veterinärmedizin und den Gartenbau. Außerdem versuchte er, fortwährend die Qualität der Erzeugnisse zu verbessern. Vor allem die erstklassigen Abbildungen wurden zu einem Markenzeichen von Pareys Produkten.

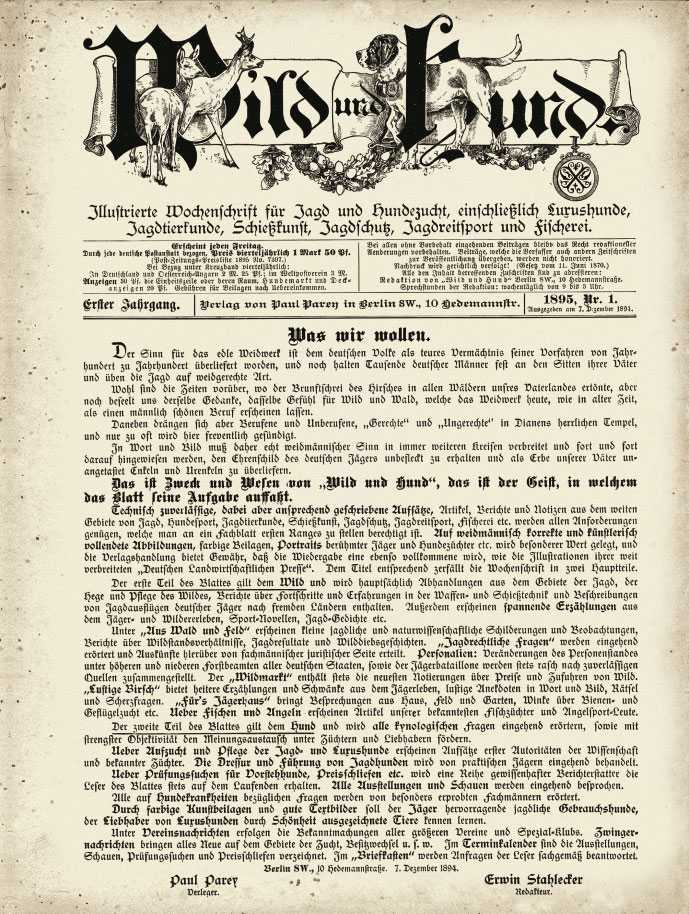
Erstausgabe der Wild und Hund
ausgegeben im Dezember 1894

1874 gründete er die Zeitschrift „Die deutsche landwirtschaftliche Presse“, die sich zu einem der wichtigsten Periodika bis nach 1900 hinaus entwickelte.
Ab 14. Dezember 1883 erschien die Wochenschrift für Brauerei in der Verlagsbuchhandlung Paul Parey zu Berlin, die von der neugegründeten Versuchs- und Lehranstalt für Brauerei herausgegeben wurde.
1894 gelang es ihm mit der Gründung der „Wild und Hund“, eine weitere wichtige Zeitschrift zu etablieren, die sich bis heute zur auflagenstärksten Zeitschrift aus dem Jagdwesen entwickelte. Bis zu diesem Zeitpunkt war das Verlagsprogramm auf über 1.000 Titel angewachsen und Parey war der Herausgeber von 14 Fachzeitschriften aus den Bereichen Landwirtschaft und Jagdwesen.
Rudolf Schmidt beschreibt die verlegerische Arbeit Pareys mit folgenden Worten:

„Pareys selbständige buchhändlerische Tätigkeit ist eine der erfolgreichsten gewesen, die der deutsche Buchhandel aufzuweisen hat. Er hatte sich in das von ihm für seine verlegerische Thätigkeit erwählte Gebiet, die Landwirtschaft in weitestem Umfange, in einer Weise eingearbeitet, daß ihm kein Bedürfnis dieses Berufsstandes, mochte es ein wissenschaftliches oder ein praktisches sein, verborgen blieb. Mit bewunderungswertem Scharfblick erkannte er vorhandene Lücken in der landwirtschaftlichen Literatur, verfolgte er jeden Fortschritt der Wissenschaft, jede Anregung, die aus der praktischen Tätigkeit der Landwirte kam, und ebenso hatte er ein feines Gefühl für die Beurteilung der Fähigkeiten der Menschen, die er sich für die Ausführung seiner Pläne erwählte. So hat er fast immer die rechten Männer gefunden, mit deren Hilfe er seine Ideen in die Wirklichkeit umsetzte, und diesen wieder ist er mit der Energie seines Willens, für den es kaum ein Hindernis gab, stets der beste Helfer und Förderer ihrer Arbeit gewesen.“

### Interessenvertreter des Verlagswesens und Buchhandels

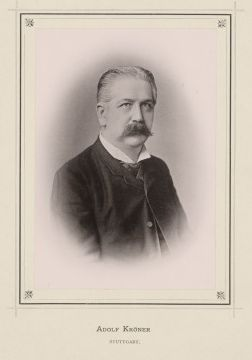
Adolf Kröner, Pareys Vorgänger und Nachfolger als Vorsitzender des Börsenvereins (um 1900)

Neben seiner eigentlichen Arbeit als Verleger setzte sich Paul Parey sehr intensiv für die Interessen des deutschen Verlagswesens und Buchhandels ein. Viele Jahre lang wirkte er in den Vorständen des Vereins Berliner Buchhändler, der Korporation Berliner Buchhändler und im Börsenvereins der Deutschen Buchhändler (heute Börsenverein des Deutschen Buchhandels).
Er unterstützte vor allem die Reformbemühungen Adolf Kröners, der von 1882 bis 1888 erster Vorsitzender des Börsenvereins der Deutschen Buchhändler war. Parey war zur gleichen Zeit zweiter Vorsitzender und löste Kröner 1888 als erster Vorsitzender ab, nachdem die als „Krönersche Reformen“ bekannten Veränderungen im Buchhandel durchgesetzt waren. Dies betraf vor allem die Buchpreisbindung, die mit dieser Reform in Deutschland eingeführt wurde. Parey versuchte, diese Reform mit Nachdruck zu realisieren und durch Zwangsmaßnahmen gegenüber den Verlegern durchzusetzen. Daran scheiterte er allerdings, da sich seine Kollegen einer solch raschen Durchsetzung widersetzten. Parey wurde entsprechend bereits nach einem Amtsjahr im Vorstand wieder von Kröner abgelöst.
Paul Parey förderte außerdem den Bau der Kaiser-Wilhelm-Bibliothek in Posen und gründete testamentarisch die Paul-Parey-Stiftung an der Universität Halle, wo er 1894 zum Ehrendoktor (Dr. phil. h. c.) ernannt wurde.

### Tod und Erbe

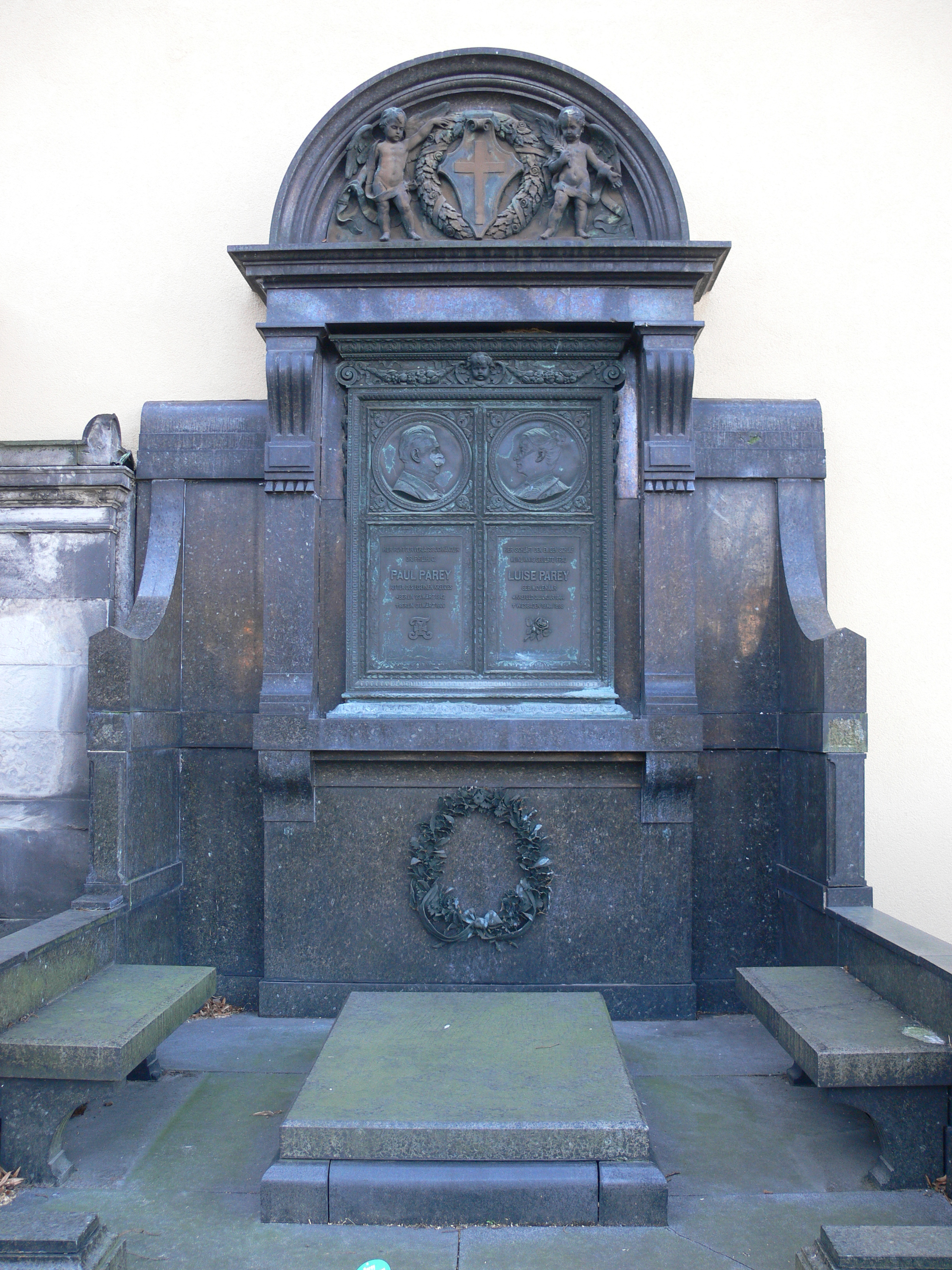
Grab auf dem Alten St.-Matthäus-Kirchhof in Berlin

Paul Parey starb am 31. März 1900 mit 58 Jahren in Berlin. Da er selbst keine Kinder hatte, gab er die Leitung der Buchhandlung weiter an seinen früheren Mitarbeiter Arthur Georgi aus Leipzig. Parey wurde auf dem Alten St.-Matthäus-Kirchhof Berlin in Berlin-Schöneberg beerdigt. Das im heutigen Zustand nicht mehr ganz vollständig erhaltene Grabmal für ihn und seine bereits 1898 verstorbene Frau Luise, geborene Molenaar, befindet sich an der Westwand des Friedhofs und wurde von den renommierten Architekten Heinrich Kayser und Karl von Großheim entworfen, die auch die Villa Parey im Tiergartenviertel schufen, die dem Schloss Hartenfels in Torgau nachempfunden wurde. Die Villa von 1896 in der Sigismundstraße 4a gilt heute als das einzige noch erhaltene Wohnhaus im ehemaligen Berliner Bezirk Tiergarten, der im Zweiten Weltkrieg stark bombardiert wurde. Die Fassade der Villa Parey weist bis heute Maschinengewehr-Einschüss aus den Endkämpfen des Zweiten Weltkriegs auf, die bei ihrer Sanierung bewusst erhalten wurden. Nach dem Zweiten Weltkrieg wurde die Stiftung Preußischer Kulturbesitz Eigentümerin der Villa, die sie abreißen lassen wollte, um Platz für den Neubau der Gemäldegalerie zu schaffen. Nach jahrelangen Protesten der 23 Bewohner der Villa Parey wurde sie schließlich nicht abgerissen, sondern in den Neubau der Gemäldegalerie integriert; lediglich das Kutscherwohnhaus und die Remise mussten dieser weichen. Heute steht die Villa Parey unter Denkmalschutz.